# 고미의 만화 호기심 천국
고미의 만화 호기심 천국은 2005년 7월 4일부터 2006년 1월 24일까지 SBS에서 방영된 애니메이션이다.

## 등장인물
- 고미
- 고동이
- 왕아라
- 고철수
- 고민이